# Acento miamense
El acento miamense, también llamado acento de Miami o inglés de Miami, es un acento o sociolecto en evolución del inglés estadounidense que se habla en el sur de Florida, particularmente en el condado de Miami-Dade, originario del centro de Miami. El acento de Miami es más frecuente entre los jóvenes hispanos nacidos en Estados Unidos que viven en el área metropolitana de Miami. Recientemente, el profesor de lingüística la Universidad Internacional de Florida, Phillip M. Carter, junto a su colega de la Universidad de Búfalo, Kristen D’Alessandro Merii, publicó un estudio defendiendo que el inglés de Miami puede considerarse actualmente como un dialecto propio y distinguible.

## Origen
El acento de Miami fue desarrollado por miamenses de segunda o tercera generación, en particular adultos jóvenes cuyo primer idioma era el inglés pero eran bilingües. Desde la Segunda Guerra Mundial, la población de Miami ha crecido exponencialmente todas las décadas, en parte debido al baby boom de la posguerra. En 1950, el censo de los Estados Unidos indicó que la población del condado de Dade era de 495.084 habitantes. Comenzando con una rápida inmigración internacional de América del Sur y el Caribe (especialmente alimentada por el exilio cubano a principios de la década de 1960), la población de Miami comenzó a crecer rápidamente desde entonces. Muchos de los inmigrantes comenzaron a habitar el área industrial urbana alrededor del centro de Miami. Para 1970, el censo indicó que la población del condado de Dade era 1.267.792. Para el año 2000, la población había llegado a 2.253.362. Al crecer en el centro urbano de Miami, los miamenses de segunda, tercera y cuarta generación de la ola de inmigración de las décadas de 1960 y 1970 desarrollaron el acento de Miami. Ahora es el dialecto habitual de muchos ciudadanos en el área metropolitana de Miami.
En 2023, el profesor de lingüística de la Universidad Internacional de Florida, Philip M. Carter, y la estudiante de doctorado de la Universidad de Búfalo, Kristen D'Alessandro Merii, argumentaron que el acento califica como un dialecto regional distinguible del inglés estadounidense.

## Fonología
El acento de Miami es un dialecto nativo del inglés y no es un inglés de segunda lengua ni un interlenguaje. Incorpora un ritmo y una pronunciación muy influenciados por el español, cuyo ritmo es isocrónico. A diferencia de algunos acentos del inglés latino de Nueva York, el acento de Miami es rótico.
Algunas características específicas del acento incluyen lo siguiente:
- Las vocales de «GOAT» permanecen respaldada, a diferencia del resto del sureste de los Estados Unidos: [oʊ] o [oː] .
- Descenso extremo de las vocales en «FOOT», hacia [ə~ɔ̝] .
- El frente de «GOOSE» solo ocurre después de las consonantes coronales ( /t/, /d/, /s/, /z/, /n/ ), que tienen un frente pesado.

El acento de Miami también incluye estereotipadamente la falta de ciertas características asociadas con los acentos estadounidenses estándar, que incluyen:
- Sin aumento del sonido /æ/ en «TRAP», antes de consonantes nasales.
- Sin /l/ velarizada, con una clara /l/ más parecida a la española en su lugar.

## Características léxicas
Los hablantes del acento de Miami ocasionalmente usan «calques», que son expresiones idiomáticas traducidas directamente del español que pueden sonar sintácticamente extrañas para otros hablantes nativos de inglés. Por ejemplo, en lugar de decir let's get out of the car (en inglés: salgamos del auto), alguien de Miami podría decir let's get down from the car (en inglés: bajémonos del auto), que es la expresión estándar en español hispanoamericano «bajar del auto», usando en este idioma indistintamente la expresión «bajar» y «salir» para la mencionada acción.
Otros términos de Miami especialmente comunes entre la juventud local, a menudo llamados «slang», incluyen:
- «Bring» (Traer) en lugar de «Has» (Tener) o «Carry» (Llevar) cuando un artículo contiene otro artículo dentro, por ejemplo: This cereal brings a free toy inside. Calque de «traer», que en español puede ser utilizado para indicar posesión.
- «Chonga»: Una moda endémica del sur de la Florida y asociada a la juventud hispana femenina del lugar.[10]
- «Could» en lugar de «Can»: La palabra «could» (Poder) es condicional, pero en Miami, a menudo se usa en lugar de «can» (Poder, en infinitivo) para describir algo que se le permite hacer o puede hacer.
- «Drink a pill» (en inglés: Bébete una pastilla): Expresión sustitutiva de Take a pill (en inglés: Tómate una pastilla), originada como transliteración de la frase en español «tomar una pastilla», debido a que en numerosas partes de Hispanoamérica, el verbo tomar se utiliza como sinónimo del verbo beber.
- «Eating shit»: traducción literal del término español «comiendo mierda», que generalmente significa que uno no está haciendo nada de importancia o está haciendo alguna tontería.[10]
- «Getty»: una pequeña fiesta en casa de unas pocas personas. Abreviatura de get-together (reunión) comúnmente utilizada por los millennials de Miami.
- «Open(ed) a hole»: mientras que la mayoría de los estadounidenses dicen «Tear/tore a hole in» (hizo/abrió un agujero) o «puncture(d)», esto se traduce literalmente como «abrir un hueco» en español y en inglés con acento de Miami.
- «¿Que bolá?» y «¿Qué vuelta?» : Términos del argot de Cuba que no tienen traducción directa al inglés, utilizados para la expresión «Waht's up?» (¿Qué tal?).
- «Took the light» (Tomó el semáforo): Pasar un semáforo en ámbar en la carretera.

## Cubónicos
Cubonics es un término popular para el espanglish hablado por los cubanoestadounidenses en Miami. El término es un juego de palabras del término Ebonics que se refiere al inglés afroestadounidense vernáculo.
El término para el dialecto es bastante nuevo, pero el dialecto en sí existe desde el primer exilio cubano a Miami en la década de 1950. El dialecto es una mezcla del idioma inglés y modismos cubanos. El uso de cubónicos se ha vuelto tan popular en Miami que algunos cubanoestadounidenses consideran necesario conocerlo. La investigadora de idiomas Elena M. de Jongh señaló en 2005 que el espanglish es tan común en Miami que los traductores de los juzgados necesitan conocerlo para funcionar de manera competente.
Los cubónicos existen como una forma de espanglish donde ciertos modismos cubanos se conservan íntegramente en español. Cuando estos modismos se traducían al inglés, perdían parte de su significado original, por lo que para preservar estos significados, las frases continuaron diciéndose en español. Los cubónicos también consisten en la inflexión cubana y el uso erróneo de palabras en inglés. En algunas ocasiones, los modismos cubanos se traducen directamente al inglés, muchas de estas traducciones aún se consideran parte de los cubónicos.